# Лучина (Прешов)
Лучина (слч. Lúčina) насељено је мјесто са административним статусом сеоске општине (слч. obec) у округу Прешов, у Прешовском крају, Словачка Република.

## Становништво
| Година:    | 1994. | 2004.   | 2014.    | 2024.   |
| ---------- | ----- | ------- | -------- | ------- |
| Број људи: | 153   | 154     | 171      | 155     |
| Разлика:   |       | +0,65 % | +11,03 % | -9,35 % |

| Година:    | 2023. | 2024.   |
| ---------- | ----- | ------- |
| Број људи: | 157   | 155     |
| Разлика:   |       | -1,27 % |

Према подацима о броју становника из 2024. године насеље је имало 155 становника.